# Aurelia Del Vecchio
Aurelia Del Vecchio (1º agosto 1994) è una calciatrice italiana, di ruolo attaccante, che vanta numerose presenze in Serie A.

## Carriera

### Club
Del Vecchio si tessera giovanissima con il Como 2000, iniziando la propria carriera inserita nelle sue formazioni giovanili, passando dalle Giovanissime, formazione con quale indossa la fascia di capitano e conquista il campionato di categoria regionale 2008-2009, fino alla massima riservata alle Under giocando nel Campionato Primavera.
I risultati conseguiti convincono la società a concederle fiducia, inserendola in rosa con la formazione titolare che al tempo partecipa al campionato di Serie A2 nella quale debutta nel corso della stagione 2008-2009. Del Vecchio rimane nel Como 2000 per sei campionati, congedandosi al termine della stagione 2014-2015 con un tabellino personale di 24 reti segnate su 81 presenze (19 su 60 nella sola Serie A)

### Nazionale
Entrata nel giro delle nazionali giovanili, dopo una serie di convocazioni debutta con la maglia della Nazionale Under-17 il 20 settembre 2010, in occasione delle qualificazioni all'edizione 2011 del campionato europeo di categoria, dove incontrò le pari età della Nazionale bulgara nella partita vinta per 4-0 dalle Azzurrine. Quella per lei resterà l'unica partecipazione in un incontro ufficiale UEFA.